# Friedrich Traugott Oederlin

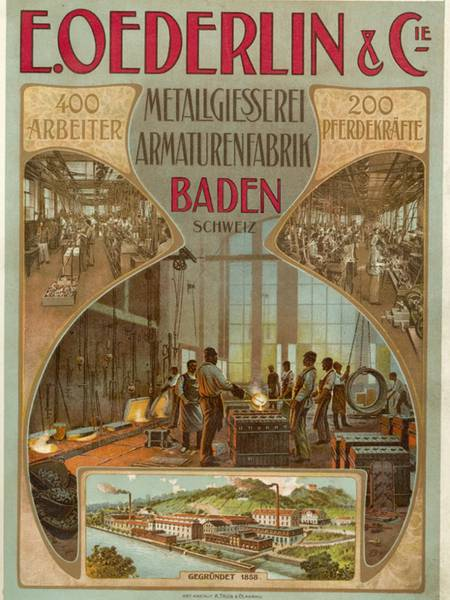
Oederlin um 1920

Friedrich Traugott Oederlin (* 5. Januar 1836 in Baden, Kanton Aargau; † 2. Juni 1929 in Zürich) war ein Schweizer Unternehmer und Philanthrop.

## Leben und Werk
Oederlin war der Sohn des Eisen- und Tuchhändlers Franz Joseph Oederlin (1792–1856) und der Genoveva, geborene Brunner. Das väterliche Geschäft war an der Weiten Gasse im ehemaligen Wirtshaus «Zum Hecht», wo sich jeweils Johannes Oekolampad einquartiert hatte, und im reformierten Pfarrhaus (1740–1848) «Haus Zur Sonne» untergebracht. Oederlin besuchte die Kantonsschule St. Gallen und absolvierte eine kaufmännische Lehre in Lausanne. Anschliessend übernahm er das Tuchgeschäft seines Vaters, verkaufte es aber bald wieder und beteiligte sich am Eisenwarengeschäft seines Bruders Karl Joseph (1825–1902).
Als die Brüder beschlossen, die Waren selbst herzustellen, eröffneten sie 1858 eine Giesserei, die rasch expandierte. Sitz des Unternehmens war Baden, die Produktionsanlagen entstanden in Obersiggenthal-Rieden an der Gemeindegrenze zu Ennetbaden und nutzten die Wasserkraft der Limmat. Die Oederlins stellten Blech- und Messingwaren her, in den 1860er Jahren beschäftigten sie bereits 130 Arbeiter. Nach einem Fabrikbrand 1866 spezialisierten sie sich auf Armaturen für Dampf, Wasser und Gas, nebst Rohguss in allen Metalllegierungen. Die Giesserei der Oederlin AG hat ihre Produktion per Ende 2015 eingestellt.
Oederlin trat 1875 aus dem Unternehmen aus und übersiedelte nach Zürich, wo er sich an verschiedenen Industrieunternehmungen beteiligte. Er war auch karitativ tätig. So unterstützte er gemeinnützige Institutionen wie Fürsorge für verwahrloste Kinder, die Zürcher Hilfsgesellschaft und den Verein für Verbreitung guter Schriften. Zudem war er von 1899 bis 1912 Zentralquästor der Schweizerischen Gemeinnützigen Gesellschaft und Vorstandsmitglied der Sektion SAC Uto.
Als Musikliebhaber organisierte Oederlin bei sich zuhause in Baden und später in Zürich Kammermusikabende, bei denen er meist als Bratschist und seine Frau mit den Töchtern als Pianistinnen mitwirkten.